# De Draad
De Draad, ook Dodendraad of Dodenhek genoemd, was een 332 kilometer lange draadversperring die tijdens de Eerste Wereldoorlog door de Duitse bezetters van België werd aangelegd langs de grens tussen het bezette België en het neutrale Nederland. In Duitse stukken werd de versperring officieel aangeduid als Grenzhochspannungshindernis. De versperring stond onder dodelijke elektrische spanning en moest verhinderen dat oorlogsvrijwilligers en Duitse deserteurs België ontvluchtten. Tevens moest het hekwerk verhinderen dat spionageberichten uit bezet gebied via Nederland geallieerde spionagediensten bereikten en diende het smokkel tegen te houden. De Draad kostte naar schatting vele honderden mensen het leven, maar kon niet voorkomen dat duizenden mensen op velerlei manieren de grens passeerden. Na de oorlog werd het dodenhek snel afgebroken.

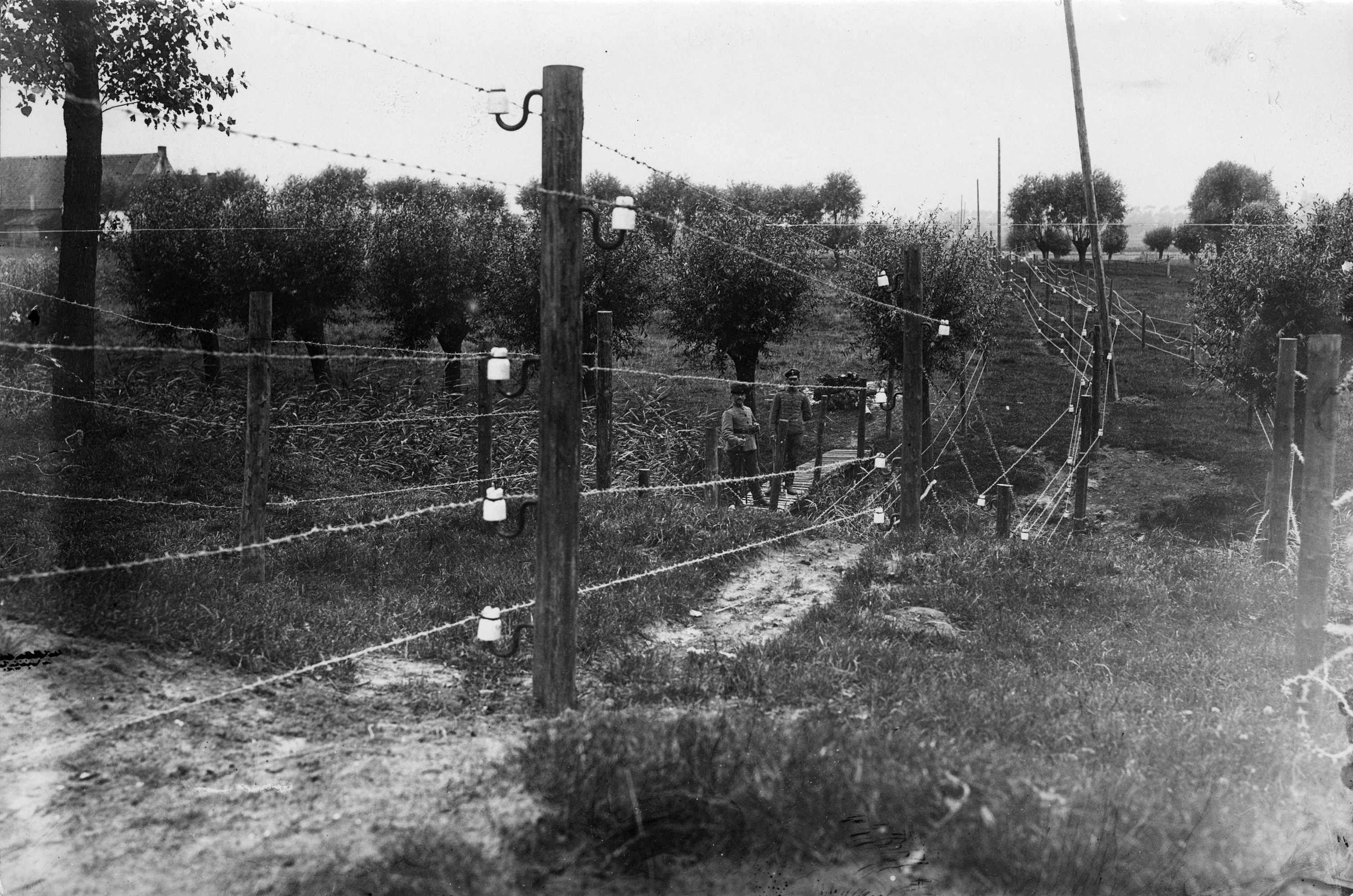
De Draad nabij Sluis in Zeeland

## Aanleg

### Aanleiding en besluit

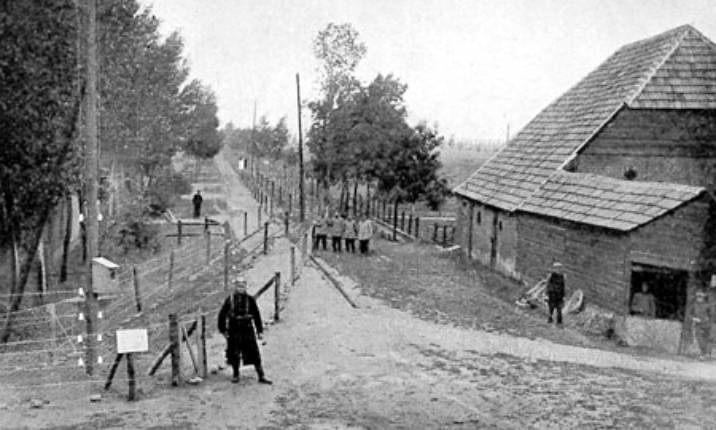
Versperring bij een boerderij op de Muggenhoek bij Kieldrecht, waaronder duidelijk het waarschuwingsbord herkenbaar is. Aan beide zijden van de Draad zijn patrouilles te zien.

Na de inval van het Duitse leger in België in augustus 1914 ontstond een grote stroom vluchtelingen naar Nederland, die gedurende het beleg van Antwerpen haar piek kende. Onder de gevluchten waren ook mannen die via Nederland en Engeland naar Frankrijk wilden om zich aan te sluiten bij de geallieerde legers. Ze werden daartoe mede aangezet door oproepen van koning Albert I van België en kardinaal Mercier om het laatste onbezette Belgisch grondgebied te verdedigen. Om de vele oorlogsvrijwilligers een halt toe te roepen, wilden de Duitsers de Belgisch-Nederlandse grens onder controle krijgen. Daarmee zou het meteen een stuk lastiger worden spionageberichten de grens over te krijgen. Nederland fungeerde daarvoor namelijk als doorgeefluik, via onder meer het hoofdkantoor van de Britse geheime dienst in Rotterdam. De Belgische overheid hield een postkantoor open in de Belgische exclave Baarle-Hertog, die niet bezet was en aan de Nederlandse kant van de Draad bleef.
Als eerste stap om de grens onder controle te krijgen maakten de Duitsers het grensgebied tussen Antwerpen en de Noordzee vrij van zichtbelemmerende elementen, met name bomen. Ook werden versperringen geplaatst in de vorm van prikkeldraad. Er was veel mankracht nodig om de grens in de gaten te houden, manschappen die het Duitse leger beter aan het front kon gebruiken. Er werd daarom besloten een onder dodelijke elektrische spanning staande versperring langs de gehele Belgisch-Nederlandse grens te plaatsen. Een soortgelijke versperring was eind 1914 op kleine schaal getest nabij de Zwitserse grens, waar dertien dorpen in de Elzas werden gescheiden van Zwitserland door een tien kilometer lang elektrisch hek, om zo Duitse deserteurs tegen te houden. De Duitse kapitein D. Schütte, werkzaam bij de inlichtingendienst in Brussel, achtte het mogelijk een dergelijk hek langs de gehele Belgisch-Nederlandse grens te plaatsen. Na goedkeuring door het Kaiserliche Deutsche Generalgouvernement Belgien te Brussel, met aan het hoofd gouverneur-generaal Moritz von Bissing, werd het hekwerk grotendeels geplaatst in de maanden april tot en met augustus 1915. De oorspronkelijke deadline van 1 juli 1915 werd niet gehaald, mede doordat de eerste maanden werden gebruikt voor nauwkeurige voorbereidingen. De Nederlandse overheid werd via een nota in juni 1915 op de hoogte gebracht van de komst van de versperring. In juli 1915 waren de eerste delen in werking. Die maand werd ook de Belgische bevolking officieel geïnformeerd door Von Bissing. Pas halverwege 1916 was de Draad volledig klaar.

### Constructie
De versperring bestond uit vijf tot tien koperen, verzinkte of andere elektriciteit geleidende draden die met porseleinen isolatoren 30 centimeter van elkaar aan palen waren gespannen tot een hoogte van anderhalf tot drie meter. De Duitsers verplichtten vaak de Belgische grensgemeenten de dennenhouten palen kosteloos te leveren. De barrière had een lengte van 332 kilometer van nabij het toenmalige vierlandenpunt in Noordoost-België tot in Knokke in het westen. Voor de bouw werden Duitse militairen van de Landsturm ingezet, evenals Russische krijgsgevangenen en Belgische arbeiders, van wie velen naar Nederland vluchtten. Op de versperring stond op steeds wisselende draden 2000 volt wisselspanning. Aan beide zijden van de Draad was een extra hek met prikkeldraad geplaatst, om mens en dier van de Draad weg te houden. Aanraking van de Draad leidde tot elektrocutie, met meestal de dood tot gevolg. Naast het prikkeldraad lag aan Belgische zijde een pad voor patrouilles.

### Ligging
Het aanleggen van de versperring zorgde op enkele locaties voor problemen. De landsgrens loopt dwars door een aantal woonkernen en ook daar moest voor de versperring een pad vrijgemaakt worden. Dit gold onder andere bij Koewacht, De Klinge en Overslag. De Duitse bezetter besloot daar de Draad direct aan de grens te plaatsen, met als gevolg dat sommige gebouwen gesloopt moesten worden. Andere obstakels waren watergangen. Bij kleine watergangen werd de Draad vlak boven het waterniveau gespannen, en bij grotere watergangen werden permanente bewakingsposten op de oevers geplaatst. Een in het oog springende doorsnijding was die bij de Abdij van Achel. Het klooster staat deels in België en deels in Nederland. De versperring werd vanaf de zomer van 1916 dwars door de kloostertuin aangelegd en een deel van de kloostermuur werd gesloopt om ruimte te maken. De kosten van de werkzaamheden kwamen voor rekening van het klooster.

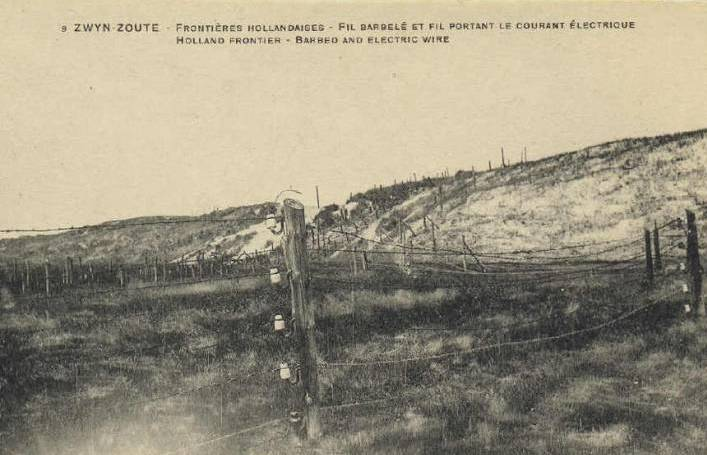
De Draad door het duingebied tussen Zoute en 't Zwin

Om de totale lengte van de versperring in te korten, werd meerdere keren afgeweken van de rijksgrens. Hierdoor ontstonden gebieden die lagen tussen de Draad en de rijksgrens, een soort niemandsland. De bewoners van deze gebieden moesten voor hun levensbehoeften aansluiting zoeken bij Nederland. Nog meer dan langs de rest van de grens, vierde rond deze stukken niemandsland de smokkel hoogtij. De grootste stukken niemandsland lagen in de Noorderkempen waar de grens zeer grillig is; rond Essen, Meer en Poppel. Op één locatie maakten de Duitsers een fout door het hekwerk op Nederlands grondgebied te plaatsen. Nabij De Blokken, ten zuiden van Baarle-Hertog, stond de Draad voor circa 30 meter op Nederlands grondgebied. Nadat de Nederlandse overheid op deze fout was geattendeerd, werd het Duitse leger verzocht de Draad te verleggen. Een deel van het hekwerk werd hierop afgebroken om weer rondom De Blokken opgebouwd te worden. Op andere locaties werd het hek in de loop van de oorlog verplaatst. In de meeste gevallen was dit om stukken niemandsland binnen het omheinde gebied van België te laten vallen. Een voorbeeld hiervan was een gebied bij Hamont-Achel dat tot 1916 buiten de Draad viel.
Elektriciteit voor de Draad werd door verschillende bedrijven geleverd. Omdat er in die tijd nog geen grote elektriciteitscentrales waren, schakelden de Duitsers verschillende kleinere elektriciteitsproducenten in, vaak generatoren van fabrieken. Het oostelijk gedeelte van de Draad werd gevoed via een transformatorhuisje nabij Aken. Voor de meer centraal en westelijk gelegen draden was men aangewezen op de buskruitfabriek van Kaulille, een houtzagerij in Lommel-Stevensvennen, een transformatorhuis in Kapellen en diverse kleinere toeleveranciers. Voor Oost-Vlaanderen kwam de spanning hoofdzakelijk van een bietenzuiger op het kanaal Gent-Terneuzen, bij Zelzate.

## Handhaving

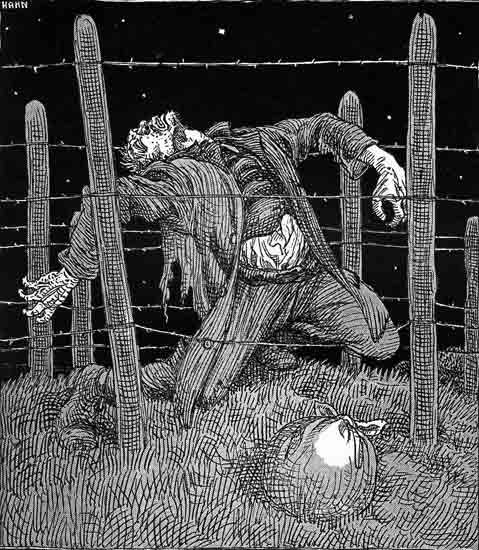
De Nederlander Albert Hahn tekende de gruwel van de Dodendraad; voor het eerst gepubliceerd in tijdschrift De Notenkraker van 24 juli 1915.

De Draad maakte vele slachtoffers. Tot de eerste slachtoffers behoorden drie mannen uit Koewacht die eind juni geëlektrocuteerd werden. Voor de begrafenisdienst kwamen geestelijken uit Nederland onder Duitse bewaking naar de kerk in België. Het kerkhof lag in Nederland, het werd Belgische burgers niet toegestaan bij de teraardebestelling aanwezig te zijn. De bewaking van de Draad was streng. Om de 500 tot 2000 meter stond een schakelhuisje voor het aan- en uitschakelen van elektriciteit op delen van de versperring, het testen van de spanning en de detectie van al dan niet opzettelijke beschadigingen. Ook deden ze dienst als wachthuis voor Duitse grenswachters. Daarnaast werden vanuit de wachtposten dag en nacht patrouilles uitgevoerd door Duitse grenswachten, voornamelijk oudere militairen. Andere middelen waarmee de Draad werd bewaakt waren zoeklichten, luchtballonnen en mijnenvelden. Als iemand te dicht bij de Draad gesignaleerd werd, konden de Duitse soldaten volgens voorschrift na één onbeantwoorde waarschuwing direct met scherp schieten. Ze mochten dit, om conflicten met Nederland te voorkomen, niet doen in de richting van de landsgrens. Desondanks gebeurde het nog weleens dat kogels en granaatscherven aan Nederlandse zijde belandden.
Vanaf 1916 werd er op enkele grensplaatsen op 50 tot 80 meter afstand van de elektrische barrière een extra draad gespannen. Degenen die binnen deze zone woonden, dienden hun woning te verlaten. Veel van deze huizen werden gesloopt. De Duitse bewaking had opdracht hier niemand toe te laten. Wie er werd aangetroffen kreeg een boete van 300 mark en op vluchters werd met scherp geschoten. Nog in 1918 werd deze zone verbreed tot 200 meter of meer, waarvoor een groot deel van de huizen in grensdorpen gedwongen ontruimd werd. Op enkele plekken werd er ook een draad vlak onder de grond ingegraven om te voorkomen dat men door middel van een kleine uitdieping onder de Draad door kon gaan.

### Grenspassage op legale wijze
Voordat de Draad gerealiseerd was stelden de Duitsers al sterke beperkingen aan het passeren van de Belgisch-Nederlandse grens. Zo mocht dit enkel op aangewezen plaatsen en enkel voorzien van de juiste papieren met stempels. Indien het niet op een aangewezen plaats gebeurde, bestond de kans om doodgeschoten te worden en dan werd de gemeente aansprakelijk gesteld voor de schade. Hoe verder de oorlog vorderde, hoe kleiner de kans was dat mensen een passierschein, een doorgangsbewijs kregen. Zo werden vanaf januari 1915 geen papieren meer afgegeven aan mannen tussen de 15 en 55 jaar. Tot een algehele afsluiting van de rijksgrens kwam het niet, aangezien de niemandslanden nog bereikt moesten kunnen worden en men rekening diende te houden met de verstandhouding met het neutrale Nederland.

### Grenspassage op illegale wijze

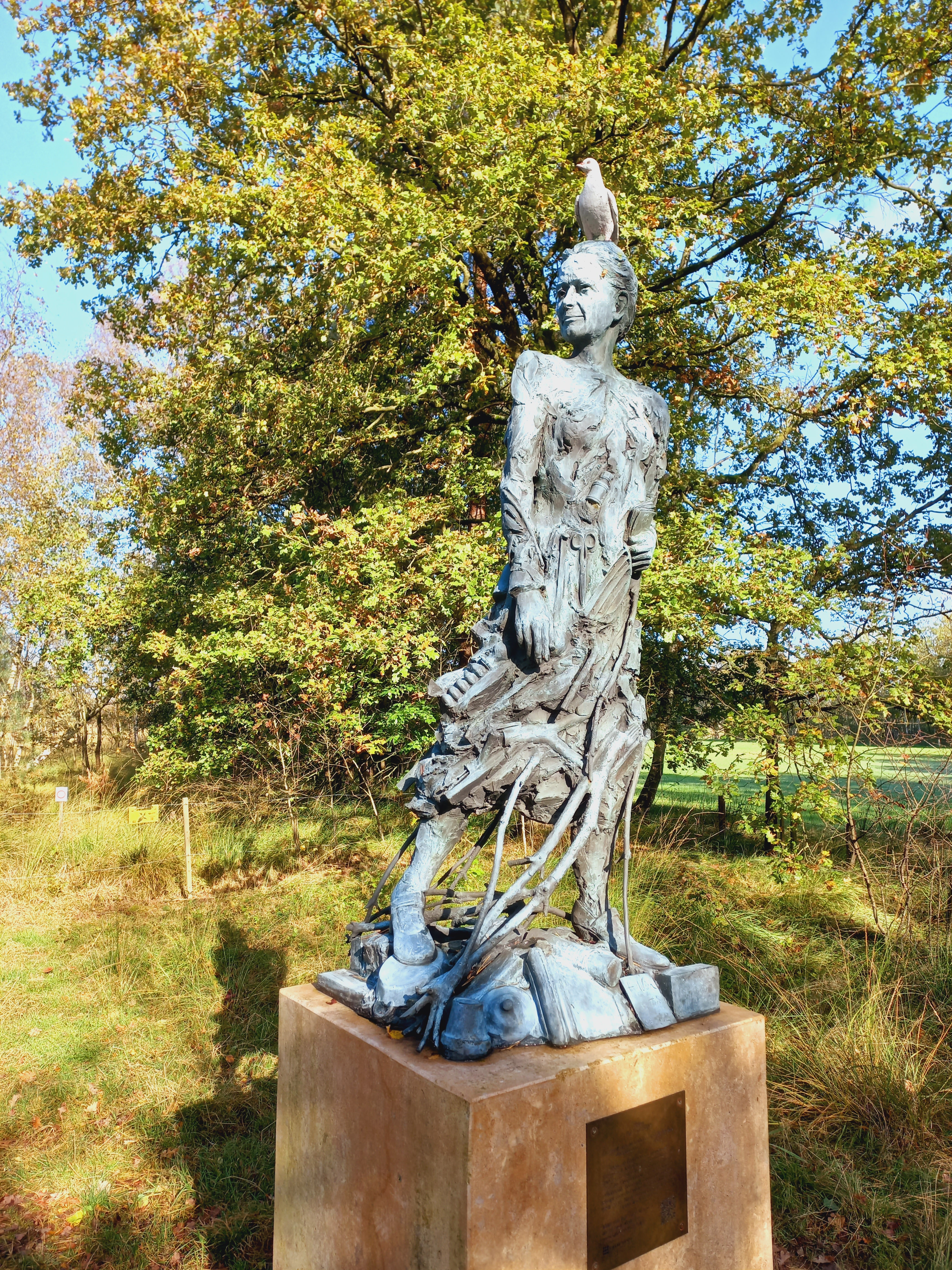
Heldin 2022 Raf Thys Kalmthoutse Heide

Er waren ook manieren bedacht om langs de Draad te komen, zonder geëlektrocuteerd te worden. Een veel gebruikte manier was het omkopen van Duitse militairen zodat die tijdelijk de elektriciteit uitzetten, dan wel op een andere manier een helpende hand boden. Het gebeurde weleens dat een gemaakte afspraak niet na werd gekomen en de omkoper de dood vond. Aan Duitse zijde werd getracht omkoperij te voorkomen door onder meer de bewakingstroepen regelmatig te vervangen en de wachtloopschema's op een zo laat mogelijk tijdstip bekend te maken. Een andere manier om te passeren was het gebruik van niet-geleidende voorwerpen die voorkwamen dat het lichaam in aanraking kwam met de draden. Voorbeelden hiervan waren houten tonnen, houten fietsvelgen, rubbermatten, rubber kledij of een dubbele trap. Ten slotte waren er ook houten passeursramen gemaakt die ingeklapt onder de kleding naar de grens gesmokkeld konden worden. Ze werden tot raamwerk uitgeklapt en tussen de draden geplaatst waardoor er een doorgang ontstond van isolerend hout. Er wordt geschat dat circa 25.000 personen over de grens zijn geraakt terwijl de Draad in bedrijf was. Wanneer de Duitsers registreerden dat er personen waren verdwenen, onder andere doordat er een meldingsplicht was voor mannen, werden de achterblijvers gestraft met hoge boetes en soms met verbeurdverklaring van huis en inboedel. Daarnaast werd de avondklok vervroegd voor woonkernen waar in de buurt de vlucht had plaatsgevonden.
Het merendeel van de slachtoffers bestond uit spionnen, smokkelaars, Duitse deserteurs, Belgische vluchtelingen en onvoorzichtige burgers. Vaak stond er in de krant een bericht over iemand die was doodgebliksemd, in aanraking was gekomen met de Draad. Schattingen van het aantal aan de Draad gedode mensen variëren van enkele honderden tot enkele duizenden. Professor Vanneste, die veel onderzoek heeft gedaan naar de Draad, gaat uit van rond de 500 doden.
Elektriciteit was in het begin van de 20e eeuw voor veel mensen een onbekend fenomeen, en dat leidde ondanks de waarschuwingen tot onvoorzichtigheid, en dus meer slachtoffers.

## Nederland

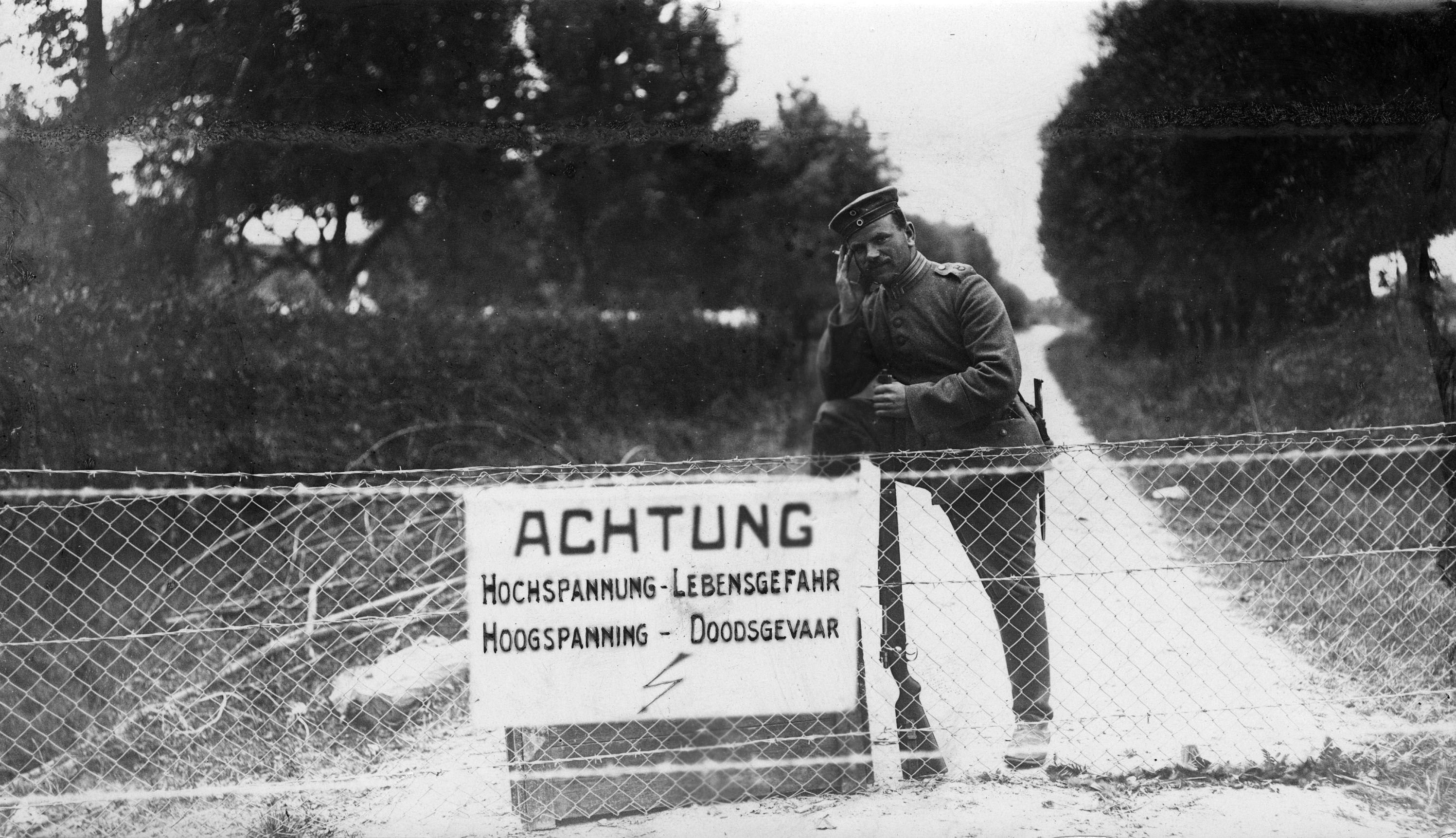
Grenswacht bij de Draad

De Nederlandse regering maakte geen bezwaar tegen de Draad. Voor Nederland was de Draad een teken dat zijn neutraliteit werd erkend en het land deed er alles aan om die neutraliteit te bewaren. Elke actie die gezien kon worden als partijdigheid, werd zoveel mogelijk vermeden. De Draad benadrukte voor de Nederlanders wel dat er tijdens de Grote Oorlog buiten Nederland sprake was van een ernstige oorlogssituatie, en wel zodanig dat veel mensen er met gevaar voor eigen leven voor wilden vluchten. Vanaf het begin van de bouw van het hekwerk, werden de Nederlandse burgers gewaarschuwd voor de dodelijke gevolgen van aanraking van de Draad. Ook aan de Nederlandse kant van de grens waren waarschuwingsborden geplaatst met de tekst: “Achtung - Hochspannung - Lebensgefahr - Hoogspanning - Doodsgevaar”. Ondanks het feit dat ook meerdere Nederlanders omkwamen door de Draad, maakte Nederland nooit bezwaar tegen de Draad.
Aan Nederlandse zijde was het over het algemeen alleen voor de veldpolitie toegestaan om bij de grens en dus bij de Draad te komen. Er werd streng opgetreden tegen hen die de Draad probeerden te passeren. Opgepakte deserteurs werden geïnterneerd in een van de vele kampen in Nederland. Smokkelaars, die door de grote tekorten in beide landen zeer actief waren, werden door justitie vervolgd. Vluchtelingen werden opgevangen bij mensen thuis of in kampen en kregen een uitkering voor hun levensonderhoud.

## Afbraak
De elektriciteit was vaak al vóór de wapenstilstand in november 1918 van de Draad gehaald. Een reden daarvoor was dat de Duitsers wilden voorkomen dat de Belgische wegen verstopt raakten door mensen die vanuit het frontgebied in Noord-Frankrijk en Zuid-België naar het noorden trokken. Nadat de Draad stroomloos was geworden werd hij door plaatselijke boeren over grote delen afgebroken. De materialen werden voor vele doeleinden gebruikt, maar met name als omheining. Een groot deel van het prikkeldraad dat ter bescherming diende voor de elektrische draad, was tijdens de oorlog gedwongen beschikbaar gesteld aan de Duitsers. Op enkele plekken was er sprake van enige coördinatie bij de afbraak, waarbij de gemeente de materialen verkocht. Zodra het mogelijk was werd het goederen- en personenverkeer tussen beide zijden van de Draad weer opgepakt. Nabij Meer werd echter door een misverstand nog een persoon geëlektrocuteerd toen hij voor familiebezoek de Draad wilde passeren. Op dat gedeelte was de dodelijke elektrische spanning nog niet van de Draad gehaald. Na 11 november 1918, de dag van de wapenstilstand, werden de restanten van de Draad definitief afgebroken. Behalve wat waarschuwings- en (historische) attentieborden is er niets van de versperring overgebleven.

## Reconstructies en monumenten

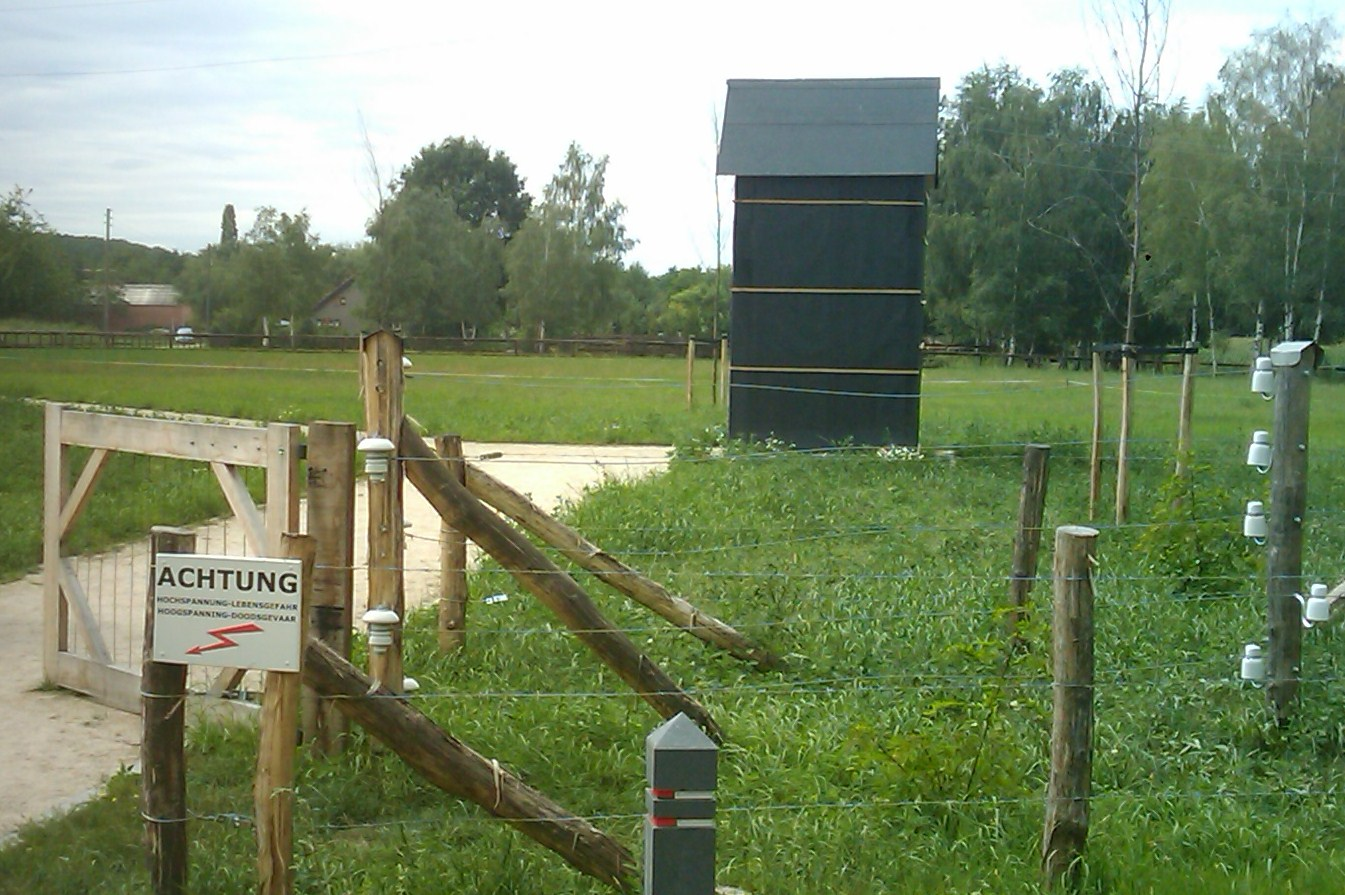
Reconstructie van de Draad in Molenbeersel, inclusief een wachtpost

Op meerdere plaatsen langs de Belgisch-Nederlandse grens zijn in de loop der tijd monumenten in de vorm van een reconstructie van de Draad of een plaquette geplaatst. Een van de reconstructies is bij grenspaal 174 ten noordwesten van Hamont. Zoals het origineel bestaat deze versperring uit drie parallelle rijen van twee meter hoge dennenhouten palen met aan de middelste rij isolatoren en een zestal draden. Andere reconstructies zijn te vinden in De Klinge, Boekhoute, het Leenderbos, Zondereigen, Molenbeersel, Kotem (Maasmechelen) en Reusel. Een replica van een doorgang in de zogenoemde Dodendraad bij een boerderij uit Budel is sinds 2015 te zien in het Nederlands Openluchtmuseum te Arnhem.
Bij Sippenaeken liet Graaf d'Oultremont in 1920 een monument plaatsen voor de doden in het Beusdalbos. In de Tweede Wereldoorlog werd de tekst op het gedenkteken door de opnieuw Duitse bezetters met cement onleesbaar gemaakt en uiteindelijk werd het monument door de Duitsers opgeblazen. In 1962 werd het op dezelfde plek heropgericht.
In het Franse Rijsel staat een standbeeld voor Léon Trulin. Dit was een Belgische jongen die samen met zijn vriend Raymond Derain in oktober 1915 werd gearresteerd toen zij als spionnen de Draad bij Putte-Kapellen wilden oversteken. Ze werden beiden in Rijsel gefusilleerd.
In 2015, 100 jaar na de aanleg, werden in Koewacht witte stoeptegels met een afbeelding van prikkeldraad en een klaproos gelegd, die het tracé van de Draad door het dorp markeren.
Op de Kalmthoutse Heide staat een in 2022 vervaardigd beeld van de hand van Raf Thys ter nagedachtenis van de Kalmthoutse vrouwen die brieven en mensen door de draad smokkelden, betrapt werden en in de gevangenis belandden. Het beeld kreeg de naam 'Heldin'.

## Galerij

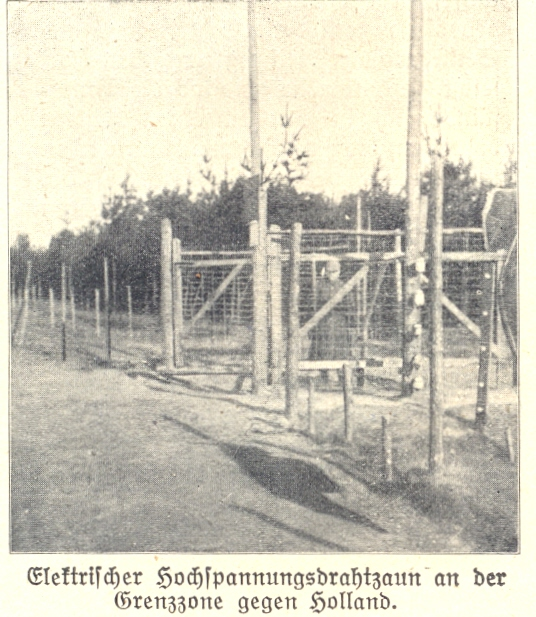
Duitstalig bijschrift: Elektrischer Hochspannungsdrahtzaun an der Grenzzone gegen Holland (elektrische hoogspanningsdraadversperring aan de grens met Nederland)
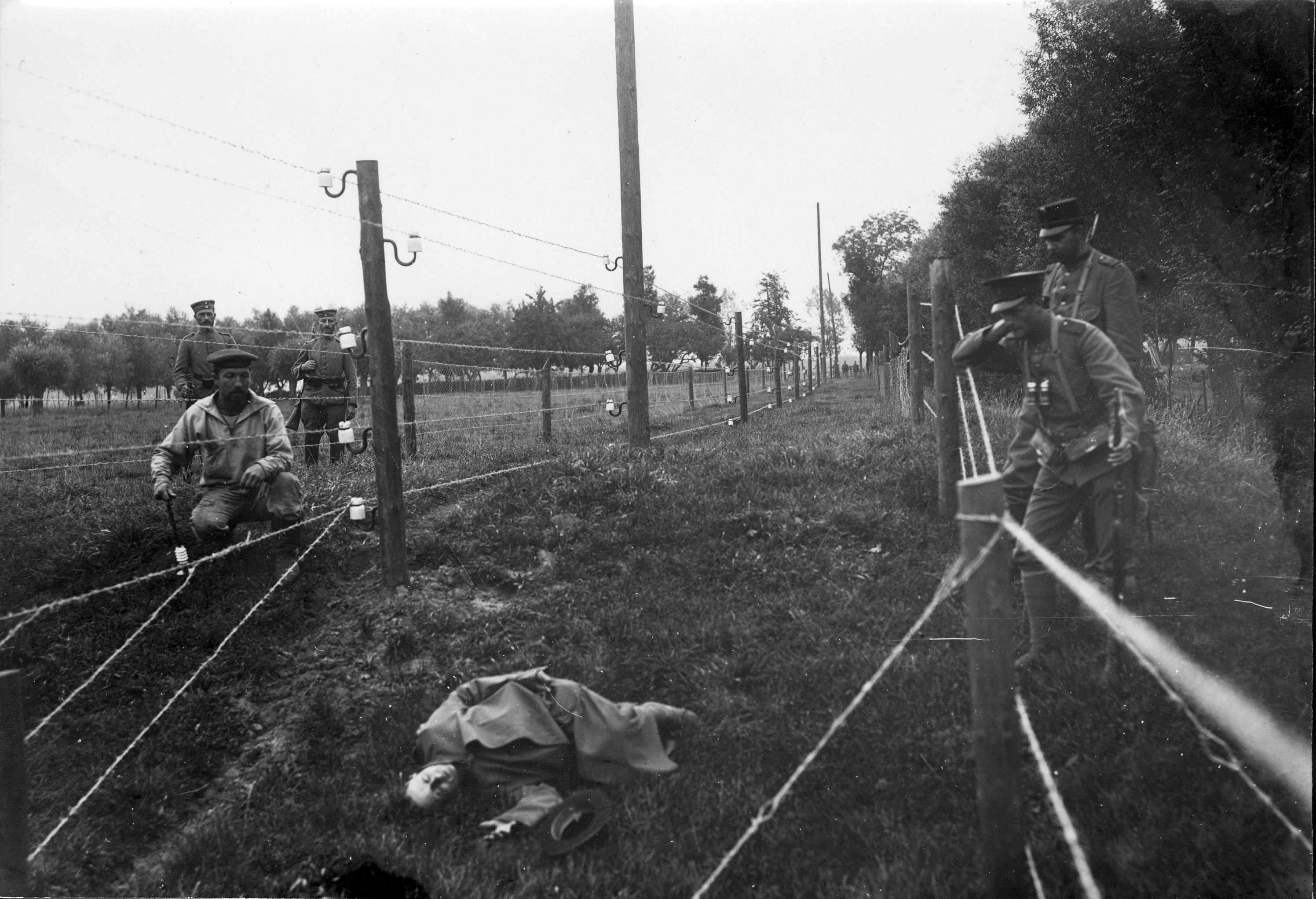
Een Duitse soldaat speelt een slachtoffer na
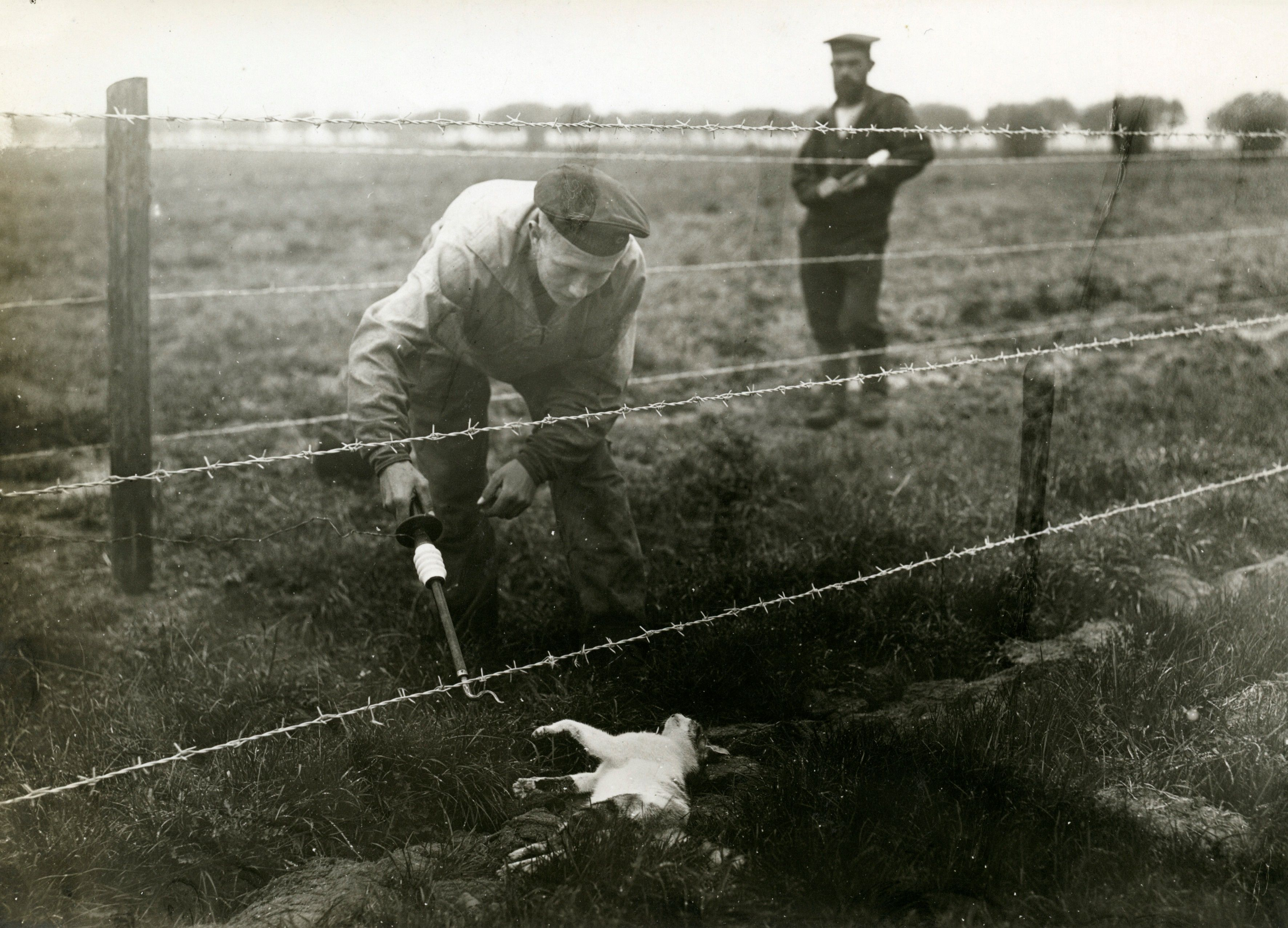
Veel kleine dieren werden slachtoffer van de Draad; regelmatig moesten kadavers opgeruimd worden.
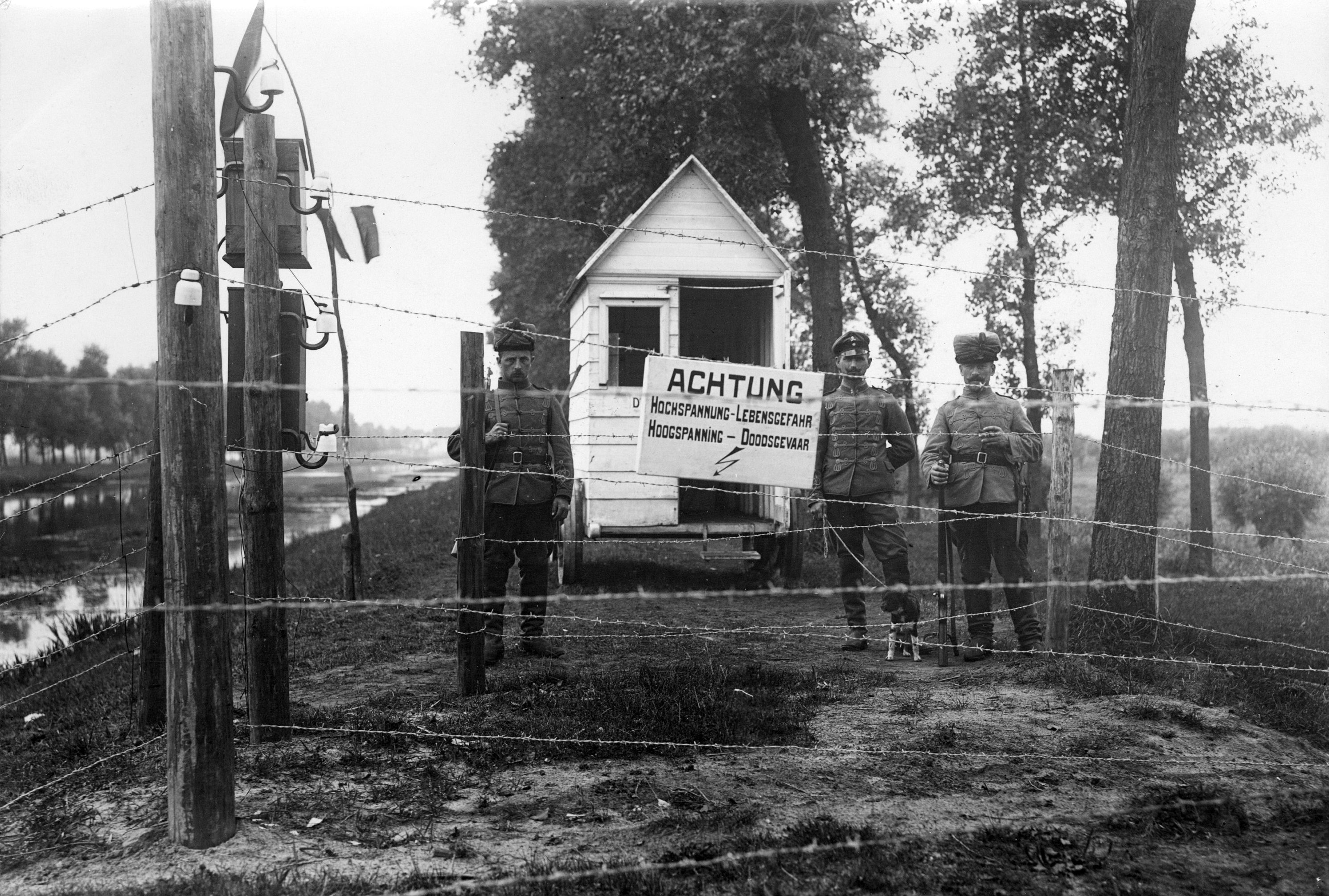
Grenswachten bij de Draad over de Damse Vaart
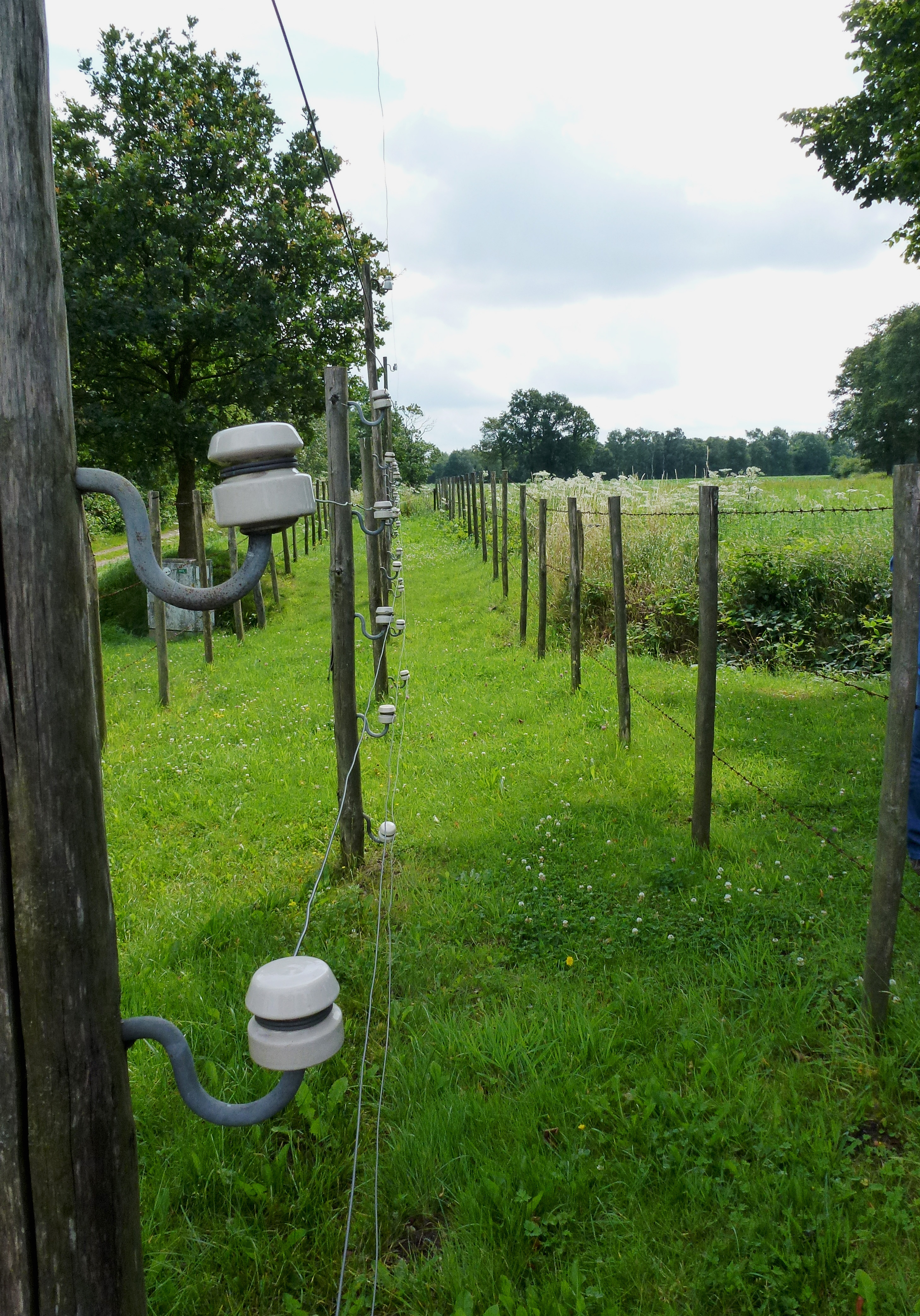
Reconstructie van de Draad in Zondereigen
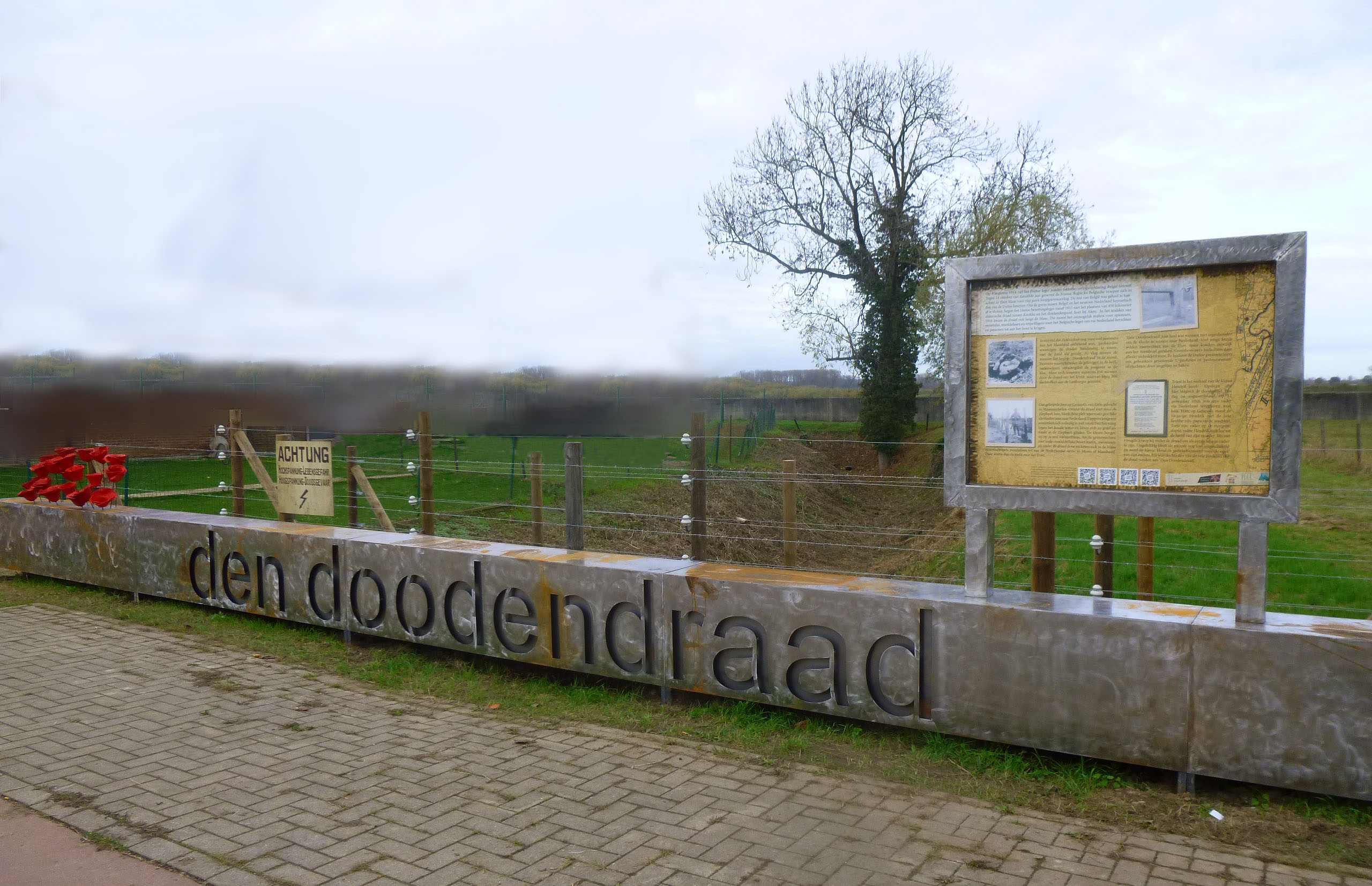
Gedenkteken voor de Dodendraad in Kotem (Maasmechelen)
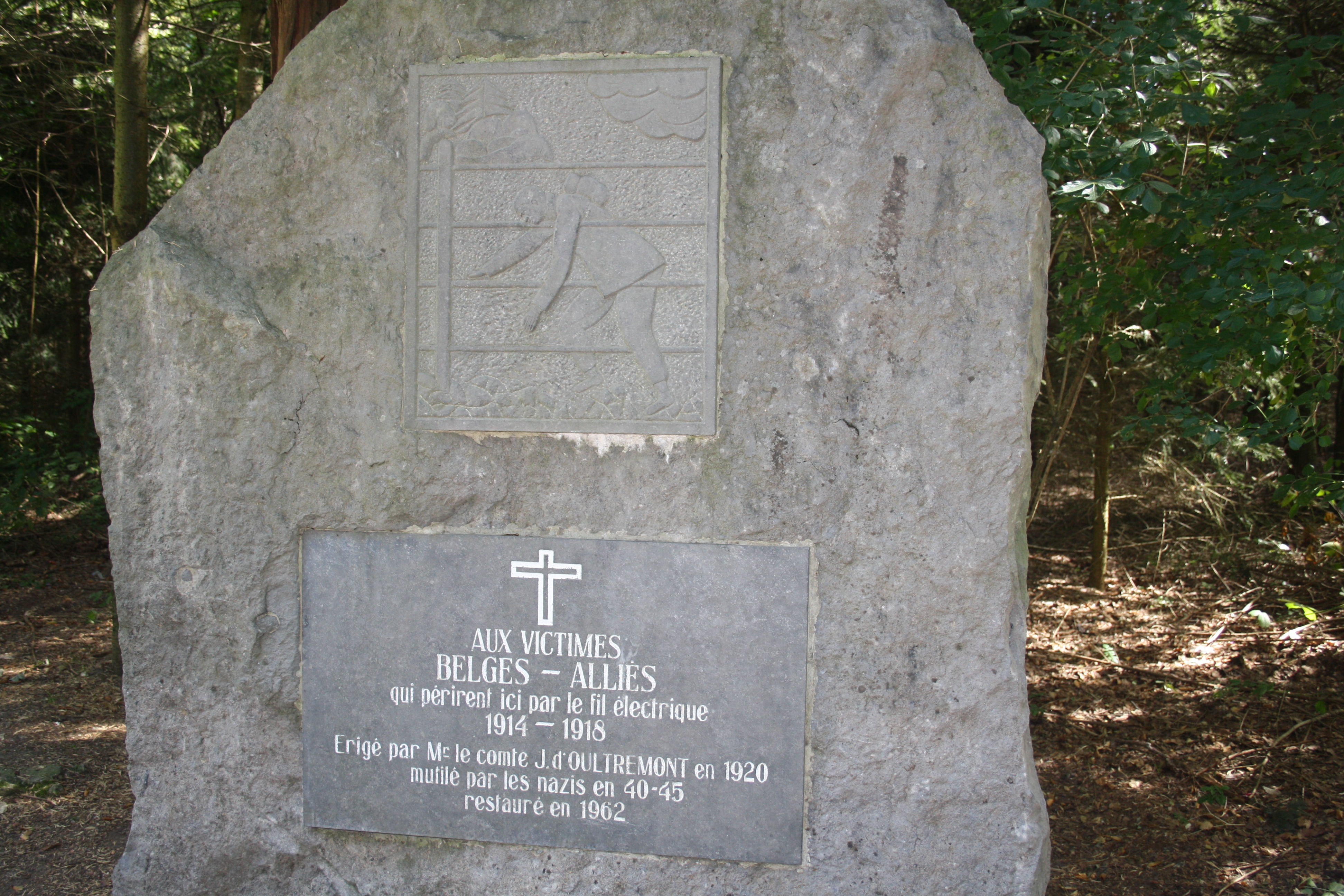
Gedenkteken bij Sippenaeken/Teuven
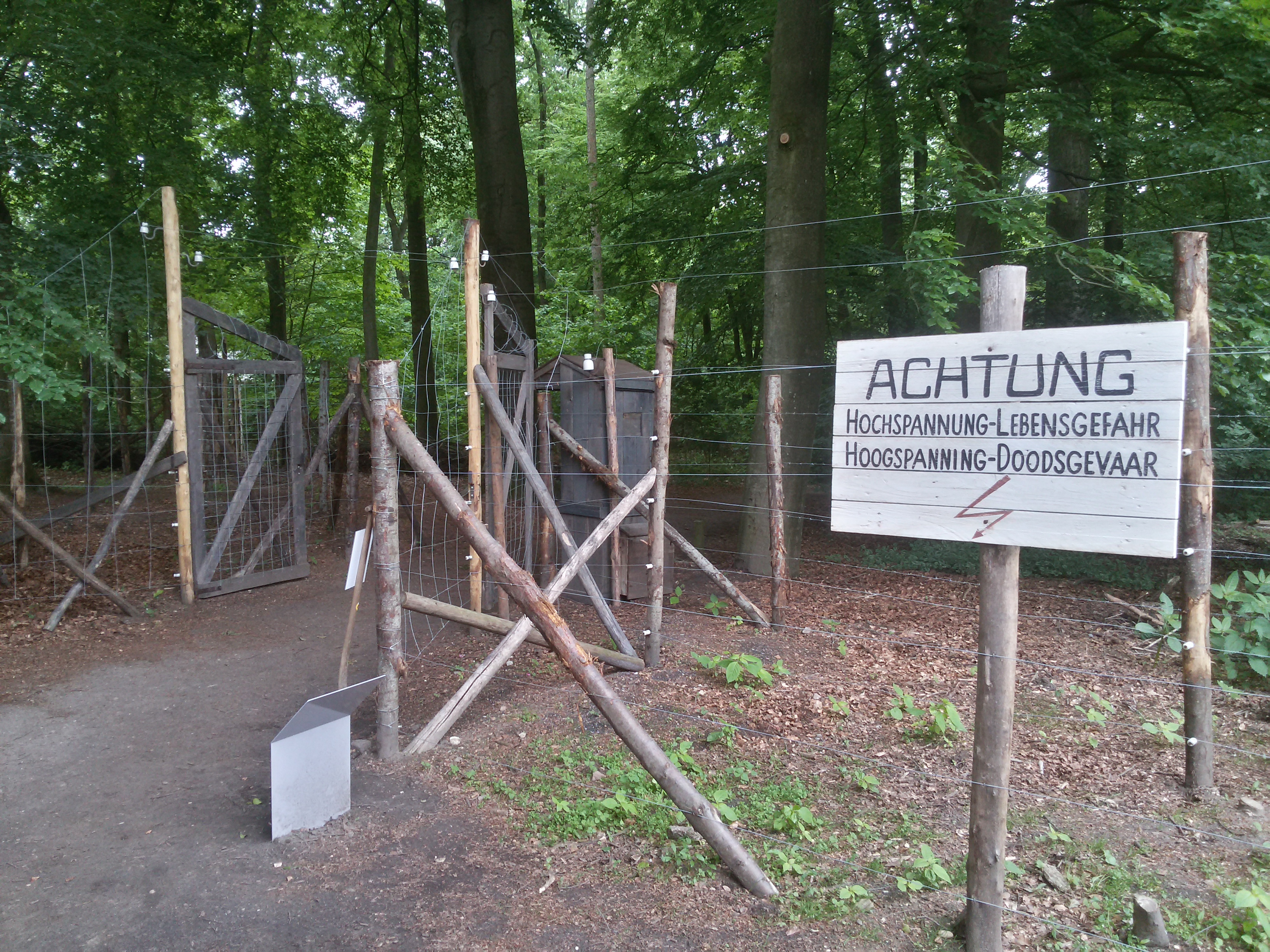
Replica van een grensovergang in het Nederlands Openluchtmuseum
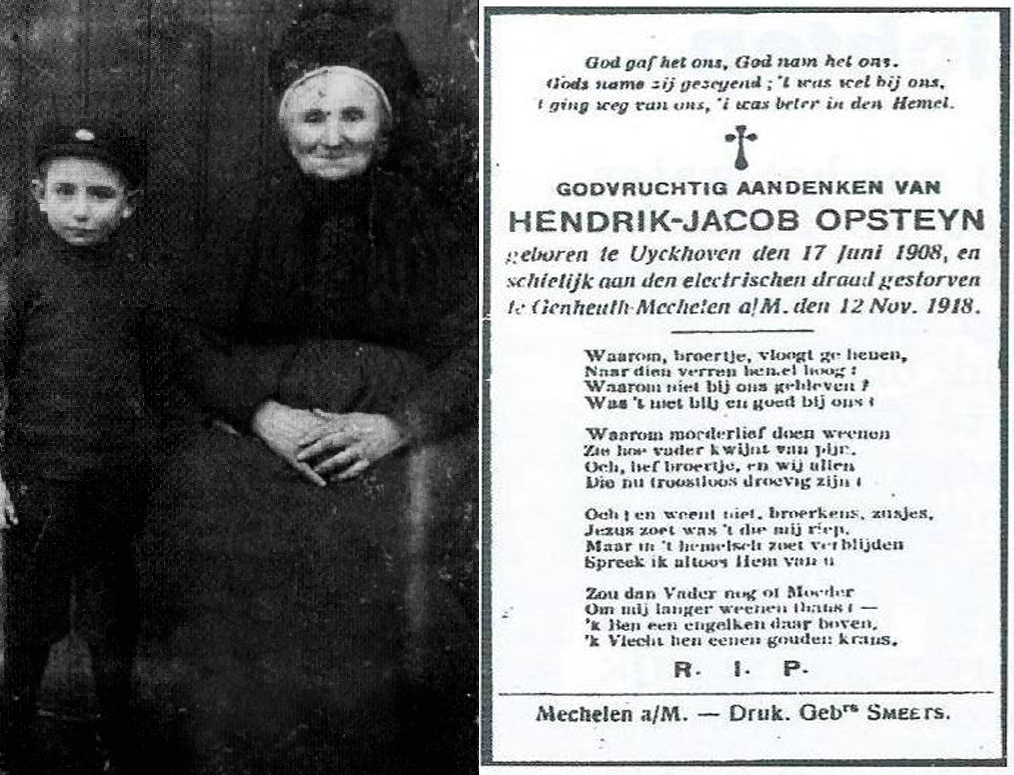
Hendrik-Jacob Opsteyn uit Uikhoven, die omkwam aan de Dodendraad, met zijn grootmoeder